# 本田博人
本田 博人（ほんだ ひろと）は、日本の実業家。富山県出身。キャタピラージャパン合同会社共同代表執行役員。日本キャタピラー合同会社代表職務執行者社長・CEO。一般社団法人日本建設機械工業会会長。

## 人物・経歴
富山県出身。1988年上智大学外国語学部卒業後、日商岩井（現・双日）株式会社に入社。1995年同社ロンドン支社機械本部マネージャー、1997年同社ロンドン支社機械本部副本部長、2001年シカゴ大学MBA取得、2004年同社東京本社電力事業本部副本部長、2007年同社東京本社自動車本部副部長、2008年シーメンス（ジャパン）に入社し国際ビジネス開発事業本部本部長、2011年同社執行役員インフラ＆都市事業本部、2015年同社専務執行役員事業本部長・エナジーマネジメント事業本部・モビリティー事業本部、2018年日本キャタピラー合同会社に入社し副社長、同年5月同社代表職務執行者社長・CEO（現任）、2021年キャタピラージャパン合同会社共同代表執行役員（現任）。2022年一般社団法人日本建設機械工業会会長。